# Дутерте, Сара
Сара Висента Циммерман Дутерте-Карпио (англ. Sara Vicenta Zimmerman Duterte-Carpio; род. 31 мая 1978, Давао) — филиппинский политический деятель, 15-й вице-президент Филиппин (с 2022). Дочь бывшего президента Родриго Роа Дутерте.

## Биография
Родилась 31 мая 1978 года в Давао в семье будущего президента Родриго Роа Дутерте и его супруги Элизабет Циммерман.
Она получила юридическое образование, работала юрисконсультом и адвокатом. Её отец, в то время мэр Давао, хотел, чтобы Сара баллотировалась на пост вице-мэра из-за его беспокойства о том, что коррумпированные политики захватят власть и разрушат его наследие. Она была избрана вице-мэром Давао в 2007 году, набрав более 330 000 голосов. В этой должности Сара проработала с отцом до 2010 года и одновременно с этим была региональным должностным лицом Национального движения молодых законодателей.
В 2010 году Сара была избрана мэром Давао, став на этом посту первой женщиной-мэром этого города, и самой молодой на момент избрания — на тот момент ей был 31 год, а спустя несколько недель ей исполнилось 32 года. 2 декабря 2010 года президент страны Бенигно Акино III назначил Сару председателем Совета регионального развития региона. Она стала первой женщиной, занявшей эту должность, и первой, назначенной из государственного сектора с момента реорганизации совета в 1986 году. В этот период вырос валовый региональный внутренний продукт региона Давао с 3,9 процента в 2011 году до 7,1 процента в 2012 году.
В 2016 году была избрана на пост мэра Давао во второй раз, но в 2013 году она отказалась баллотироваться, уступив эту возможность отцу.
Спустя три года она вновь победила на выборах мэра Давао.
В 2021 году возглавила партию Lakas-CMD («Христианско-мусульманские демократы»).
В 2022 году стала вице-президентом и министром образования Филиппин. После победы на выборах вице-президента она стала самым молодым вице-президентом по возрасту — на тот момент ей исполнилось 44 года и третьей женщиной после Глории Макапагал-Арройо и Лени Робредо в этой должности.
Будучи одновременно вице-президентом и министром образования, Сара Дутерте отвечала за дальнейшее планирование возобновления обязательных очных занятий во всех школах начального образования на Филиппинах, которое было приостановлено с 2020 года из-за рисков, вызванных пандемией COVID-19. Согласно её указу вакцинация от пандемии и школьная форма будут необязательными в предстоящем учебном году. В должности министра образования она провела ряд важным реформ, направленных на модернизацию школьного процесса обучения, 2000 школ получили доступ к Интернету, были представлены мобильные компьютерные лаборатории, оснащенные ноутбуками, зарядными устройствами и Smart TV.
18 июля 2024 года Дутерте подала в отставку с поста министра образования, передав свою должность сенатору Сонни Ангаре.
5 февраля 2025 года Палата представителей Филиппин объявила импичмент вице-президенту Саре Дутерте, обвинив её в преступном нарушении конституции, взяточничестве и коррупции, других тяжких преступлениях и предательстве общественного доверия. В частности, её подозревают в том, что она, будучи вице-президентом и министром образования, нецелевым образом использовала государственные средства, её богатство имеет непонятное происхождение, а также — что политик угрожала жизни президента Фердинанда Маркоса-младшего, первой леди и спикера нижней палаты парламента. Сама Дутерте все обвинения отрицает. Она стала первым действующим вице-президентом, а также четвёртым должностным лицом в истории Филиппин, которому был объявлен импичмент.
Для её осуждения и отстранения от должности необходима поддержка двух третей сенаторов в суде.

## Названия
В честь политика назван один из видов растений рода Хойя (Hoya indaysarae, Inday Sara — прозвище Дутерте).

## Семья
Дочь бывшего президента Родриго Роа Дутерте и Элизабет Циммерман. Замужем за юристом Манасесом Карпио, в семье трое детей.